# Allium schmitzii
Allium schmitzii — вид трав'янистих рослин родини амарилісові (Amaryllidaceae), поширений у Португалії й Іспанії.

## Опис
Цибулини 19–34 × 10–19 мм, одиночні або групами по 2–3, з дуже коротким кореневищем, без цибулинок; зовнішні оболонки сіруватого або червонуватого кольору. Стебло 19–51 см, має круглий переріз. Листків 1–3, розташовані вздовж нижньої третини стебла, голі, без черешка; пластина 11–31 × (0.13)0.17–0.25(0.43) см, лінійна, циліндрична, гостра. Суцвіття 16–42 × 21–50 мм, кулясті або півсферичні, нещільні, 14–68-квіткові. Листочки оцвітини еліптичні, гладкі, білі або рожеві; пиляки світло-рожеві. Насіння чорне. 2n = 16, 32.

## Поширення
Поширений у Португалії й Іспанії.
Трапляється вздовж берегів та вологих тріщин скельних порід.

## Загрози й охорона
Будь-яка споруда біля річок/струмків, де відбувається вид, яка спрямована на стабілізацію її берегів, може вплинути на динаміку популяції, а також будівництво дамб, що неминуче руйнує середовище проживання.
Активно не зберігається, хоча історично цей вид був зафіксований щонайменше у чотирьох заповідних районах.